# Édes, drága titkaink
Az Édes, drága titkaink (eredeti cím: Dirty Sexy Money) amerikai televíziós sorozat az ABC amerikai televíziós csatorna gyártásában. Magyarországon először az RTL Klub mutatta be 2008. április 11-én.

## Történet
|  | Alább a cselekmény részletei következnek! |

A történet főszereplője Nick George, akit Peter Krause alakít. George a teljes életét a Darling család árnyékában élte le, de felnőttként teljes életet élhet, mint egy idealista ügyvéd, egészen az apja haláláig. New York egyik leggazdagabb családja a Darlingoké. Ők képviselik a pénzt és a hatalmat. Mindezek megszerzése és megtartása számos sötét és rejtegetni való eseményt kapcsol a család múltjához és jelenéhez, nem beszélve az ellenségek folyton gyarapodó számáról. Miután Nick apja meghal, Darlingék megkérik, legyen ő a személyi ügyvédje a családnak – mint ahogy az apja is volt -, és mindehhez magas fizetést ajánlanak neki, valamint 10 millió dollárt, hogy különböző alapítványoknak adjon, és egyéb jó célokra fordíthasson. Először Nick nem fogadja el az ajánlatot, de miután fény derül egy szörnyű titokra és valószínűsíthető, hogy az apja valamelyik Darling miatt halt meg, elvállalja a munkát.
|  | Itt a vége a cselekmény részletezésének! |

## A szerzők
A produkció Craig Wright ötlete volt, aki producer  Greg Berlanti, Bryan Singer, Matthew Gross, Peter Horton, Josh Reims és Melissa Berman mellett. A bevezető epizódot Peter Horton írta.
A sorozatot az USA-ban-két szakaszban-az ABC televíziócsatorna sugározza, szerdánként este 21:00-kor.
Az első évad második szakaszát novemberben kezdték el játszani, mivel a forgatás pont belecsúszott az írói sztrájkokba. 2008. február 11-én kezdték el forgatni a második évadot.

## Szereplők
| Színész               | Szereplő                    | Magyar hang               |
| --------------------- | --------------------------- | ------------------------- |
| Peter Krause          | Nick George                 | Lux Ádám                  |
| Zoe McLellan          | Lisa George                 | Kiss Virág Magdolna       |
| Donald Sutherland     | Patrick "Tripp" Darling III | Barbinek Péter            |
| Jill Clayburgh        | Letitia "Tish" Darling      | Szabó Éva                 |
| William Baldwin       | Patrick Darling IV          | Kerekes József            |
| Natalie Zea           | Karen Darling               | Orosz Helga               |
| Seth Gabel            | Jeremy Darling              | Csőre Gábor               |
| Glenn Fitzgerald      | Brian Darling               | Weil Róbert Sótonyi Gábor |
| Samaire Armstrong     | Juliet Darling              | Haffner Anikó             |
| Blair Underwood       | Simon Elder                 | Barabás Kiss Zoltán       |
| Darcy Rose Byrnes     | Kiki George                 | Talmács Márta             |
| Candis Cayne          | Carmelita                   |                           |
| Daniel Cosgrove       | Freddy Mason                | Varga Gábor               |
| Tamara Feldman        | Natalie Kimpton             |                           |
| Michelle Krusiec      | Mei Ling Hwa Darling        | Sági Tímea                |
| Bellamy Young         | Ellen Darling               |                           |
| Will Shadley          | Brian Jr.                   |                           |
| Sofia Vergara         | Sofia Montoya               |                           |
| Sheryl Lee            | Andrea Smithson             | Dudás Eszter              |
| Lucy Liu              | Nola Lyons                  | Kökényessy Ági            |
| Shawn Michael Patrick | Clark                       | Katona Zoltán             |
| Rena Sofer            | Riporter                    | Ősi Ildikó                |
| Alex Nesic            | Kai                         | Magyar Bálint             |
| John Schneider        | Skip Whatley                | Rosta Sándor              |

## Epizódok

### 1. évad (2007)
| Sor. | Év. | Cím                                    | Rendező          | Író                                 | Premier                                | Nézettség    |
| ---- | --- | -------------------------------------- | ---------------- | ----------------------------------- | -------------------------------------- | ------------ |
| 1.   | 1.  | Az ajánlat (Pilot)                     | Peter Horton     | Craig Wright                        | 2007. szeptember 26. 2008. április 11. | 10,44 millió |
| 2.   | 2.  | Zűr és zavar (The Lions)               | Michael Grossman | Craig Wright                        | 2007. október 3. 2008. április 18.     | 9,61 millió  |
| 3.   | 3.  | Zsarolás (The Italian Banker)          | Michael Grossman | Josh Reims & Tad Quill              | 2007. október 10. 2008. április 25.    | 8,63 millió  |
| 4.   | 4.  | Édesnégyes (The Chiavennasca)          | Michael Lange    | Diane Ruggerio & Christopher Landon | 2007. október 17. 2008. május 9.       | 8,67 millió  |
| 5.   | 5.  | Megadjuk a módját (The Bridge)         | James Frawley    | Peter Elkoff & Jessica Brickman     | 2007. október 24. 2008. május 16.      | 8,56 millió  |
| 6.   | 6.  | A nagy játszma (The Game)              | David Petrarca   | Craig Wright & Yahlin Chang         | 2007. október 31. 2008. május 23.      | 8,38 millió  |
| 7.   | 7.  | Az esküvő (The Wedding)                | Jamie Babbit     | Peter Elkoff & Jake Coburn          | 2007. november 14. 2008. május 30.     | 7,90 millió  |
| 8.   | 8.  | Egy kis kiruccanás (The Country House) | Michael Schultz  | Nancy Won & Josh Reims              | 2007. november 21. 2008. június 6.     | 6,52 millió  |
| 9.   | 9.  | Apáról fiúra (The Watch)               | Andrew Bernstein | Liz Tigelaar & Yahlin Chang         | 2007. november 28. 2008. június 13.    | 7,15 millió  |
| 10.  | 10. | Balettre fel! (The Nutcracker)         | Tony Goldwyn     | Joey Soloway & Craig Wright         | 2007. december 5. 2008. június 20.     | 6,91 millió  |

### 2. évad (2008–2009)
| Sor. | Év. | Cím                                           | Rendező                                                                                    | Író | Premier                             | Nézettség   |
| ---- | --- | --------------------------------------------- | ------------------------------------------------------------------------------------------ | --- | ----------------------------------- | ----------- |
| 11.  | 1.  | Születésnapi ajándék (The Birthday Present)   | Jeff Melman                                                                                | Craig Wright és Jon Harmon Feldman                                                                         | 2008. október 1. 2010. június 1.    | 7,02 millió |
| 12.  | 2.  | Dilemma (The Family Lawyer)                   | Andrew Bernstein                                                                           | Craig Wright                                                                                               | 2008. október 8. 2010. június 2.    | 5,85 millió |
| 13.  | 3.  | A koronatanú (The Star Witness)               | Robert Berlinger                                                                           | Yahlin Chang                                                                                               | 2008. október 22. 2010. június 3.   | 5,75 millió |
| 14.  | 4.  | Csendestárs (The Silence)                     | Robert Berlinger                                                                           | Jake Coburn                                                                                                | 2008. október 29. 2010. június 4.   | 6,06 millió |
| 15.  | 5.  | Az ítélet (The Verdict)                       | Robert Berlinger                                                                           | Craig Wright és Jon Harmon Feldman                                                                         | 2008. november 5. 2010. június 7.   | 6,15 millió |
| 16.  | 6.  | Vendég a háznál (The Injured Party)           | Dean White                                                                                 | Paul Redford és Sallie Patrick                                                                             | 2008. november 19. 2010. június 8.  | 5,58 millió |
| 17.  | 7.  | Az alku (The Summer House)                    | Jamie Babbit                                                                               | Bill Chais és Jake Coburn                                                                                  | 2008. december 3. 2010. június 9.   | 5,64 millió |
| 18.  | 8.  | A harag napja (The Plan)                      | Michael Schultz                                                                            | Yahlin Chang és Emily Whitesell                                                                            | 2008. december 10. 2010. június 10. | 5,24 millió |
| 19.  | 9.  | Donor (The Organ Donor)                       | Michael Grossman                                                                           | Sallie Patrick                                                                                             | 2008. december 17. 2010. június 11. | 5,13 millió |
| 20.  | 10. | Puszta tények (The Facts)                     | Matthew Gross, Jeff Melman, Tom Verica, Robert Berlinger, Michael Grossman és Tim Matheson | Christopher Landon, Lakesha Walker, Peter Elkoff, Jake Coburn, Sallie Patrick, Daniel Cerone és Bill Chais | 2009. július 18. 2010. június 14.   | 2,15 millió |
| 21.  | 11. | A nagy utazás (The Convertible)               | Peter O'Fallon                                                                             | Jon Harmon Feldman és Emily Whitesell                                                                      | 2009. július 25. 2010. június 15.   | 1,83 millió |
| 22.  | 12. | Váratlan bonyodalmak (The Unexpected Arrival) | Michael Watkins                                                                            | Paul Redford                                                                                               | 2009. augusztus 1. 2010. június 16. | 2,28 millió |
| 23.  | 13. | Végjáték (The Bad Guy)                        | Robert Berlinger                                                                           | Craig Wright                                                                                               | 2009. augusztus 8. 2010. június 17. | 2,19 millió |